# Bereča vas
Bereča vas je naselje v Občini Metlika.